# Destiny Deacon
Pour les articles homonymes, voir Deacon.
Destiny Deacon, née le 6 février 1957 à Maryborough (Queensland) et morte le 24 mai 2024 à Melbourne, est une artiste australienne.

## Biographie
Destiny Deacon naît le 6 février 1957 à Maryborough dans le Queensland. Elle grandit à Melbourne. Elle étudie la politique et l'éducation avant de travailler comme enseignante puis comme formatrice pour l'activiste aborigène Dr Charles Perkins. Poussée par son désir de s'exprimer et par ses convictions politiques, elle se tourne vers la photographie dans la trentaine et commence à réaliser des vidéos mettant en scène un certain nombre de personnes connues de la communauté Koori de Melbourne.
Elle reçoit la médaille du centenaire et un titre de membre honoraire de la Royal Photographic Society en 2022.
Destiny Deacon meurt en mai 2024 à l'âge de 67 ans.